# Um Sol Maior
Um Sol Maior é uma telenovela brasileira produzida pela extinta Rede Tupi e exibida de 2 de maio a 22 de outubro de 1977. 
Foi escrita por Teixeira Filho e dirigida por Edson Braga, Henrique Martins e Waldemar de Moraes.
Dos 150 capítulos originalmente exibidos, apenas 5 foram preservados, estando sob a guarda da Cinemateca Brasileira.

## Sinopse
Interior do estado do Paraná, anos 30. Para lá se dirigiu um rico imigrante italiano, Giácomo Nerone, para criar aquela que seria uma das maiores fazendas da região. Giácomo manda vir da Itália um engenheiro agrícola conhecido seu, Mário D'Angelo, pobre mas ambicioso e sem escrúpulos. Após ter sido mordido por uma cobra, Giácomo morre sem ter sido socorrido por Mário. Morto o fazendeiro, ele o enterra e assume sua identidade. Feito isso, avisa sua própria família na Itália que Mário D'Angelo é que havia morrido.
Depois de assumir falsa identidade, Mário - ou melhor, Giácomo - progride, casa, fica milionário e tem um filho: Mário, músico idealista sem sucesso na carreira e pobre. A vocação artística de Mário não tem a aprovação do pai. Por isso ele é repudiado abandonando o conforto do lar paterno e mudando-se para São Paulo, onde, durante anos seguidos, sobrevive como violinista.
Os anos passam, Mário se casa e precariamente sustenta uma família que herdou a ambição desmedida de seu pai. Diante das pressões que sofre, ele abandona o sonho de reger uma grande orquestra e vai dirigir uma das firmas de sua família.
A essa altura dos acontecimentos surgem duas pessoas que vão remexer o passado e descobrir a verdadeira identidade de Giácomo Nerone: o delegado Rangel, e Luigi, parente do "falecido" Mário D'Angelo, que acaba de chegar da Itália.

## Elenco[3]
- Rodolfo Mayer .... Giacomo Nerone / Mario D'Angelo
- Marco Nanini .... Lauro
- Zanoni Ferrite .... Mario Nerone
- Sandra Barsotti .... Márcia
- Kadu Moliterno .... Alberto
- Lisa Vieira .... Eliane
- Jonas Mello .... Luigi D'Angelo
- Beatriz Segall .... Gizella Fritz
- Laura Cardoso .... Mariana
- Paulo Goulart .... Rangel
- Denise Del Vecchio .... Betty
- Yara Lins ....Maria Antônia
- Betty Saddy ....Lídia
- Jacques Lagoa ....Godofredo "Godô"
- Néa Simões ....Emerenciana
- Ruthinéia de Moraes ....Yeda
- Malu Rocha ....Efigênia "Fifi"
- Flora Geny ....Maria de Lourdes
- Irenita Duarte ....Vanice
- Helena de Paula.... Eunice
- Serafim Gonzalez ....Maestro Vitor Villa Verde
- Ana Luiza Lancaster ....Daniela
- Wilma de Aguiar ....Marialina
- Wanda Guglielmelo ....Emilinha
- Sérgio Galvão ....Delegado Inajar
- Luiz Antônio Piva ....Investigador Celso Ramos
- Leonor Navarro
- Wilson Fragoso ....Sebastião
- Walter Santos ....Salatiel Jr.

## Trilha sonora

### Nacional
- "Reencontro" - Luiz Ayrão
- "The First Time" - Orquestrado
- "Você" - Claudete Soares
- "Meiga Presença" - José Milton
- "Descanso" - César Costa Filho
- "Flutuando no Seu Amor" - Maria Tereza
- "Ai Quem Me Dera" - Clara Nunes
- "Foi Um Sonho Só" - Gérson Combo
- "Tudo Está Mudado" - Benito Di Paula
- "Rugas" - Luiz Carlos Clay
- "Pare e Pense" - Sidney Quintela
- "Uma Chance" - Gérson Combo

### Internacional
- "You Are My Love" – Liverpool Express
- "Feel Like Makin' Love" – Kaliba
- "Miracles" – Lena Martell
- "Caring" – Donny Willer
- "Making Love To a Memory" – Blue Magic
- "The First Time" – Peter Ohio
- "Questo Amore, Amore, Amore" – C+C
- "Amore Nei Ricordi" – Complesso Anteprima
- "Il Vero Amore" – Andrea Zarrillo
- "Anima Persa" – Francis Lai
- "O Tu, O Nada" – Pablo Abraira
- "Don't Cry For Me Argentina" - Barbra Jo Anne